# Paul Hersey
Pour les articles homonymes, voir Hersey.
Paul Hersey, né le 26 janvier 1931 et mort le 18 décembre 2012, est un économiste et spécialiste en management et auteur américain spécialisé dans le leadership situationnel et le management.
Pour Paul Hersey, le management consiste à travailler avec et par l'entremise des autres à la réalisation d'objectifs organisationnels. Cela ne s'applique pas qu'aux affaires, mais à toute forme d'organisation : famille, vie communautaire, amicale ou société, église, club [alors que] le leadership est toute tentative d'influencer le comportement d'une autre personne ou d'un groupe.

### Ouvrages
- (en) The Situational Leader, Warner Books, 1985
- Le leader situationnel, Les Éditions d'organisation, 1989.
- (en) avec Walter Natemeyer, Classics of Organizational Behavior, Waveland Press, [1995], (2011).
- (en) avec Kenneth Blanchard & Dewey Johnson, Management of Organizational Behavior. Utilizing Human Resources [1969], (9e éd, 2012).